# أنبوب انحراف الحزمة

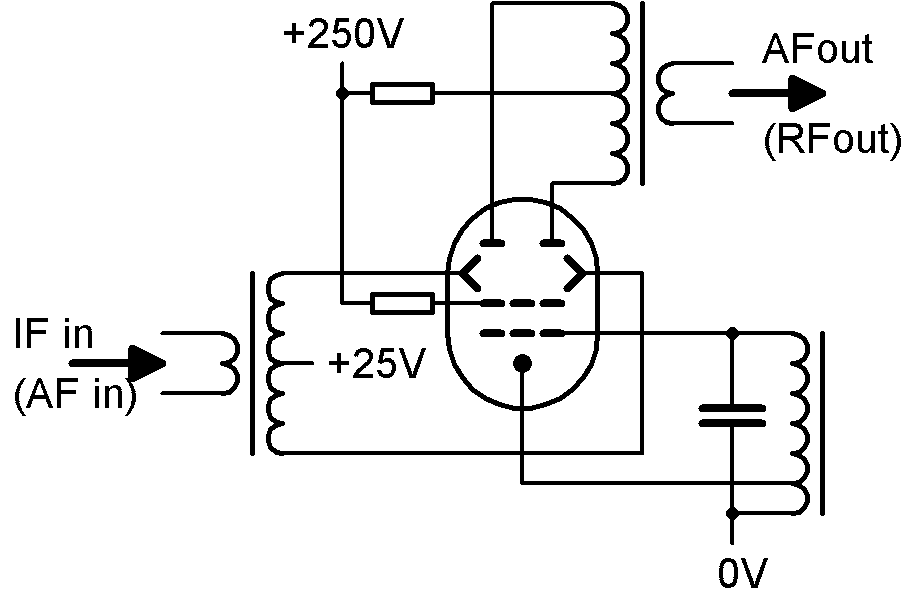
دارة التذبذب الذاتي الأساسية

أنابيب انحراف الحزمة وتُعرف أحيانًا باسم أنابيب شعاع الألواح هي أنابيب مفرغة مزودة بمسدس إلكتروني، وشبكة تحكم في شدة الحزمة، وشبكة شاشة، وأحيانًا شبكة مثبط، واثنين من قطبي الانحراف الكهروستاتيكي على جوانب متقابلة من حزمة الإلكترون، والتي يمكن أن توجه شعاع مستطيل لأي من اثنين من الأنودات في نفس المستوى. يمكن أن تستخدم اثنين ممّا يُعرف بالرباعي، وهي وحيدة متوازنة مازج الترددات مع تميّزها بالصفات الخطية جدًا، وطريقة عملها مشابهة لنصف واحد من الخلية جيلبرت، من خلال تطبيق الإشارة غير المتوازنة ه1 إلى شبكة مراقبة وإشارة متوازنة f 2 إلى أقطاب الانحراف، ثم استخراج نواتج الخلط المتوازنة f 1 - f 2 وf 1 + f 2 من الأنودتين. على غرار المحول الخماسي، يمكن تحويل الكاثود والشبكتين الأوليين إلى مذبذب. يمكن دمج اثنين من أنابيب انحراف العارضة لتشكيل خلاط مزدوج التوازن. يحتاجون إلى درع واسع النطاق ضد المجالات المغناطيسية الخارجية. تستخدم ترانزستورات الانحراف الباليستي قيد التطوير حاليًا مبدأً مشابهًا.

## أمثلة
- 6218 / E80T - أنبوب انحراف شعاع معدل، لتوليد النبضات حتى 375 ميغا هيرتز نسخة أحادية الأنود، مقاومة للصدمات حتى 500 ز[9]
- 7360 - المغير المتوازن أو كاشف المنتج حتى 100 ميغا هيرتز[10]
- 6AR8، 6JH8، 6ME8 - أجهزة إزالة تشكيل إشارة التلفزيون التناظرية كروما المستخدمة في أجهزة استقبال التلفزيون الملون.[11]

تشمل التطبيقات الأكثر تفصيلاً للمبدأ ما يلي:
- 2H21 و5593 - أنابيب معدل الطور «فاسيترون» المتحكم فيها مغناطيسيًا،[12] المستخدمة في أجهزة إرسال البث FM المبكرة.[13][14]
- 6090 - مزيل تعدد الإرسال التناظري ذي 18 قناة لبنوك قنوات الاستقبال عن بعد، يحدد مجال انحراف إلكتروستاتيكي أي واحد من أصل 18 أنودًا يستقبل حزمة الإلكترون التي يتم التحكم فيها بواسطة شبكة مشتركة.[15]
- 6170 و6324 - مُضاعِف تناظري 25 قناة لبنوك قنوات الإرسال عن بُعد، يحدد مجال انحراف مغناطيسي دوار من خلال واحدة من 25 شبكة تمر حزمة الإلكترون إلى الأنود المشترك.[16]
- 6462 أنبوب لاقط مغناطيسي، مقياس مغناطيسي أحادي المحور تقريبًا. تتمركز شعاع الإلكترون إلكتروستاتيكيًا بين قطبين موجودين بينما لا يوجد مجال مغناطيسي؛ سوف يقوم المجال المغناطيسي المراد اكتشافه بعد ذلك بتحويل الحزمة أكثر نحو أحد الأنودات، مما يؤدي إلى عدم التوازن بين تيارات الأنود.[17]
- E1T - مصباح نيكسي مع قراءة شاشة الفلورسنت.[18]
- QK329 - أنبوب قانون مربع يستخدم كمولد وظيفي في أجهزة الكمبيوتر التناظرية. تنحرف حزمة الألواح المسطحة عبر القطب الموجب المغطى جزئيًا بشبكة «شبكة» منقوشة بشكل مكافئ تعمل كمخرج للأنبوب.[19]
- أنبوب PCM ذو الإخراج المتوازي، محول تناظري إلى رقمي مع قضبان أنود عمودية لكل بت مع ثقوب ترميز الرمز الرمادي.[20] تم بعد ذلك انحراف حزمة مسطحة أفقية عموديًا بواسطة إشارة الإدخال التناظرية عبر صفيف الأنود المثقوب،[21] مما تسبب في ظهور التمثيل الرقمي للإشارة التناظرية على الأنودات.[22]

مع انحراف من محورين:
- المسلسل إخراج أنبوب بي سي إم، محول تناظري إلى رقمي مع أنود واحد له ثقوب ترميز ثنائي.[23][24] كما هو الحال في الذبذبات، اجتاحت شعاع أفقيا من قبل موجة سن المنشار في معدل العينة في حين تم التحكم في انحراف عمودي من قبل إشارة التناظرية المدخلات، مما تسبب في شعاع لتمرير من خلال أجزاء أعلى أو أقل من الأنود مثقب. الأنود جمع أو تمرير شعاع، وإنتاج الاختلافات الحالية في رمز ثنائي، بت واحد في وقت واحد.[25]
- CK1414 مولد حرف راسم أحادي لوضع النص عرض الفيديو في في وقت مبكر شاشات الكمبيوتر، مع وجود هدف مربع يحتوي على أحرف وأرقام ورموز منقوشة عليه في مزود العميل 8x8 أو 8 × 12 مجموعة. شعاع الإلكترون يختار ويمسح حرف، سواء عن طريق انحراف المناسب، ويولد إشارة الفيديو التناظرية.[26][27]
- 7828 مسح تحويل أنبوب، التناظرية معايير الفيديو اشارات تتكون من CRT/الكاميرا أنبوب الجمع. الجزء CRT لا يكتب على الفوسفور الجزء الكاميرا يقرأ نمط تهمة المودعة بمعدل مسح مختلفة من الجانب الخلفي من هذا الهدف.[28] ويمكن أيضا أن تستخدم الإعداد كما في جينلوك (بالإنجليزية: genlock)‏.[29]